# Héros de la république de Cuba
 (septembre 2023).
La mise en forme du texte ne suit pas les recommandations de Wikipédia : il faut le « wikifier ».
Les points d'amélioration suivants sont les cas les plus fréquents. Le détail des points à revoir est peut-être précisé sur la page de discussion.
- Les titres sont pré-formatés par le logiciel. Ils ne sont ni en capitales, ni en gras.
- Le texte ne doit pas être écrit en capitales (les noms de famille non plus), ni en gras, ni en italique, ni en « petit »…
- Le gras n'est utilisé que pour surligner le titre de l'article dans l'introduction, une seule fois.
- L'italique est rarement utilisé : mots en langue étrangère, titres d'œuvres, noms de bateaux, etc.
- Les citations ne sont pas en italique mais en corps de texte normal. Elles sont entourées par des guillemets français : « et ».
- Les listes à puces sont à éviter, des paragraphes rédigés étant largement préférés. Les tableaux sont à réserver à la présentation de données structurées (résultats, etc.).
- Les appels de note de bas de page (petits chiffres en exposant, introduits par l'outil «  Source ») sont à placer entre la fin de phrase et le point final[comme ça].
- Les liens internes (vers d'autres articles de Wikipédia) sont à choisir avec parcimonie. Créez des liens vers des articles approfondissant le sujet. Les termes génériques sans rapport avec le sujet sont à éviter, ainsi que les répétitions de liens vers un même terme.
- Les liens externes sont à placer uniquement dans une section « Liens externes », à la fin de l'article. Ces liens sont à choisir avec parcimonie suivant les règles définies. Si un lien sert de source à l'article, son insertion dans le texte est à faire par les notes de bas de page.
- La présentation des références doit suivre les conventions bibliographiques. Il est recommandé d'utiliser les modèles {{Ouvrage}}, {{Chapitre}}, {{Article}}, {{Lien web}} et/ou {{Bibliographie}}. Le mode d'édition visuel peut mettre en forme automatiquement les références.
- Insérer une infobox (cadre d'informations à droite) n'est pas obligatoire pour parachever la mise en page.

Pour une aide détaillée, merci de consulter Aide:Wikification.
Si vous pensez que ces points ont été résolus, vous pouvez retirer ce bandeau et améliorer la mise en forme d'un autre article.
Le titre honorifique de héros de la république de Cuba (espagnol : Héroe de la República de Cuba) est la plus haute décoration accordée par la république de Cuba, équivalente aux autres titres héroïques du champ socialiste et basée sur l'équivalent soviétique. La distinction est physiquement représentée par la médaille de l'Étoile d'or (Medalla Estrella de Oro), suspendue à une plaque dorée également émaillée aux couleurs du drapeau national.
Ce titre honorifique est accordé pour des réalisations considérées comme héroïques au service de l'État et de la société cubaines. Il a été reçu par plus de quarante personnes, également à titre posthume, parmi lesquelles le cosmonaute cubain le général Arnaldo Tamayo Méndez, le  commandant révolutionnaire Juan Almeida Bosque, le dirigeant soviétique Léonid Brejnev, le ex-président cubain Raúl Castro et les Cinq Cubains; Des espions cubains capturés à Miami. Le populaire général Arnaldo Ochoa Sánchez, commandant de l'expédition en Angola et fusillé plus tard, était un héros de la république de Cuba.

## Création
En vertu de la Loi fondamentale nº 17, du 28 juin de 1978, l'Assemblée nationale de la Chambre populaire a défini le système de décoration de la république de Cuba. Le titre honorifique de Héros de la république de Cuba a été créé par le décret-loi nº 30 du 10 décembre 1979 :

« Il est décerné aux membres des forces armées et à tout citoyen de Cuba ou de pays amis, pour des mérites et des actes extraordinaires accomplis dans la défense de la patrie et dans les réalisations de la Révolution ou pour des contributions exceptionnelles à la cause du socialisme et dans la lutte contre l'impérialisme. »

Les civils ou militaires cubains et étrangers, ainsi que les villes et villages, peuvent être décorés pour les mêmes raisons. Le 1er janvier 1980, la Médaille de l'Étoile d'Or est décernée à la ville de Santiago de Cuba et apposée sur le drapeau de la capitale. En 1984, il y avait environ deux titres honorifiques, 19 ordres, 30 décorations et 35 médailles.

## Description de la décoration
Le titre honorifique de héros de la république de Cuba est physiquement représenté par la médaille de l'Étoile d'Or (Medella Estrella de Oro). Cette médaille d'or est similaire à son inspiration soviétique de l'honneur du héros de l'Union soviétique, avec une étoile, un ruban et un cadre assemblés et portés de la même manière. La principale différence est le ruban aux couleurs du drapeau cubain : des rayures bleues et blanches, avec un triangle rouge et une étoile blanche.
Le récipiendaire pourra porter la médaille avec son uniforme militaire, et s'il porte une tenue civile, il devra porter la miniature qui lui sera également remise.

## Attribution du décor
Les organes compétents pour proposer son octroi sont : le président du Conseil d'État et le ministre des Forces armées révolutionnaires (FAR), le Conseil d'État étant l'organe qui a compétence pour décerner les différentes décorations et titres honorifiques accordés par l'État cubain. L'attribution de décorations aux Cubains et aux étrangers se fait par décision du Conseil d'État sur recommandation de l'organisation sociale concernée. Tous ceux qui reçoivent cet honneur reçoivent également l'ordre de la Plage Girón.
Sa première concession a eu lieu le 1er janvier 1980, lorsque la ville de Santiago de Cuba a été déclarée héroïque et que la médaille de l'Étoile d'Or a été apposée sur son drapeau. La première personne à recevoir cet honneur fut le cosmonaute Arnaldo Tamayo Méndez, le premier Cubain dans l'espace.
Le général de division Arnaldo Tomás Ochoa Sánchez, populaire et considéré comme un héros national pour ses actions au Venezuela, en Éthiopie et en Angola, a été accusé et reconnu coupable de trafic de drogue,. Le général Ochoa a été jugé dans un tribunal télévisé dans tout le pays, déclaré coupable de « traître à la révolution » et exécuté par un peloton d'exécution ; il est le seul Héros de la république de Cuba à voir son titre révoqué. Le procès a été l'événement qui a dominé l'esprit des Cubains jusqu'à l'exécution de la sentence, et l'une des raisons possibles de l'assassinat pour trahison était précisément la grande popularité du général Ochoa ; qui s'apprêtait à affronter l'armée occidentale de La Havane, la plus puissante des FAR. Lorsqu'il a comparu à la première audience, Ochoa portait la médaille de l'Étoile d'Or sur son uniforme.

## Liste des récipiendaires
La liste des héros de la république de Cuba comprend des officiers supérieurs militaires et des autorités civiles, des commandants socialistes et des astronautes cubains et étrangers. Il s'agit de la plus haute distinction de la république de Cuba et elle est décernée uniquement aux personnes ayant obtenu le mérite d'un degré spécifique.
1. Santiago de Cuba (1980), la seule ville décorée comme héroïque, en raison de la forte tradition combattante de ses habitants[1] ;
2. Général Arnaldo Tamayo Méndez (1980), cosmonaute cubain, le premier à être décoré héros de la république de Cuba[8] ;
3. Colonel Yuri Romanenko (1980), cosmonaute soviétique et coéquipier avec Méndez sur Soyouz-38[11] ;
4. Valery Ryumin (1980), cosmonaute soviétique et deux fois Héros de l'Union soviétique[12] ;
5. Lieutenant général Leonid Popov (1980), cosmonaute soviétique[13] ;
6. Mars. Léonid Brejnev (1981), dirigeant de l'Union soviétique[1],[14] ;
7. Général Francisco González López (?), nom de code "Comandante Pancho", chef de la guérilla dans les montagnes du Macizo Naipe-Sagua-Baracoa[15],[16] ;
8. Général Abelardo Colomé Ibarra (1984)[17] ;
9. Général Arnaldo Ochoa Sánchez (1984), héros national et seul à avoir été déchu de cet honneur, en 1989, lorsqu'il a été reconnu coupable de trahison[18] ;
10. Général Harry Villegas Tamayo (1989)[19] ;
11. Général Ulises Rosales del Toro (1989)[20] ;
12. Général Leopoldo Cintra Frías (1989)[17] ;
13. Général Ramón Espinosa Martín (1989)[21] ;
14. Général Enrique Carreras Rolas (1989), l'un des chefs de la Force aérienne révolutionnaire. Sa performance en tant que pilote fut décisive dans la victoire lors de le débarquement de la baie des Cochons. Ancien chef de l'armée de l'air cubaine dans l'Opération Carlota en Angola[22] ;
15. Général Rafael Moracén Limonta (1989)[23] ;
16. Colonel Fidencio González Peraza (1989), commandant des troupes cubaines qui ont résisté au siège lors de la bataille de Cangamba[24] ;
17. Colonel Orlando Cardoso Villavicencio (1989), "combattant internationaliste" qui a subi 11 ans de dur emprisonnement en Somalie[25] ;
18. Rolando Pérez Quintosa (1992, posthume), policier tué alors qu'il était en service alors qu'il tentait d'empêcher des citoyens cubains de voler un bateau pour quitter Cuba[26] ;
19. Général Raúl Castro Ruz (1998), frère de Fidel Castro et ancien président de Cuba[17] ;
20. Commandant Juan Almeida Bosque (1998)[27] ;
21. Commandant Ramiro Valdés Menéndez (2001)[17] ;
22. Commandant Guillermo García Frías (2001)[17] ;
23. Commandant Ing. Lic. Pedro Miret Prieto (2001)[28] ;
24. Général José Ramón Fernández Álvarez (2001)[29] ;
25. Général Dr. Sergio del Valle Jiménez (2001) ;
26. Général Álvaro López Miera (2001), Ministre des FAR[30] ;
27. Général Julio Casas Regueiro (2001)[17] ;
28. Général Joaquín Quintas Solá (2001)[31] ;
29. Général Efigenio Ameijeiras Delgado (2001)[32] ;
30. Général Antonio Enrique Lussón Batlle (2001)[33] ;
31. Général Samuel Rodiles Planas (2001)[34] ;
32. Ing. Vilma Espín Guillois (2001), ancienne guérilla, épouse de Raúl Castro, ingénieur chimiste et Présidente fondatrice de la Fédération des femmes cubaines (FMC)[35] ;
33. Lic. Melba Hernández Rodríguez del Rey (2001), Héroïne de Moncada, avocat, politique et diplomate. Elle a été ambassadrice au Vietnam et au Cambodge[36] ;
34. Général Delsa Esther Puebla Viltre (2001), ancienne guérilla du nom de code « Teté Puebla » et première femme générale des Forces armées cubaines[37],[38] ;
35. Ing. Antonio Guerrero Rodríguez (2001), l'un des Cinq Espions[39] ;
36. Fernando González Llort, (2001), l'un des Cinq Espions[39] ;
37. Lic. Gerardo Hernández Nordelo (2001), l'un des Cinq Espions[39] ;
38. Lic. Ramón Labañino Salazar (2001), l'un des Cinq Espions[39] ;
39. René González Sehwerert (2001), l'un des Cinq Espions[39] ;
40. Cmdte. Dr. José Ramón Machado Ventura (2013), médecin et homme politique[40] ;
41. Général Raúl Díaz-Argüelles (2015, posthume), tué au combat lors de la bataille d'Ebo lors de l'Opération Carlota en Angola[41] ;
42. Général Víctor Schueg Colás, (2015, posthume) tué au combat en Angola[41] ;
43. Général Carlos Fernández Gondín (2015), ancien ministre de l'Intérieur[41] ;
44. Général Romárico Sotomayor García (2015), vétéran de la Bataille de Kifangondo[41].